# Noto
Noto là một đô thị (comune) ở tỉnh Siracusa, vùng Sicilia của Ý. 